# Eisengitter (Benediktinerpriorat La Réole)

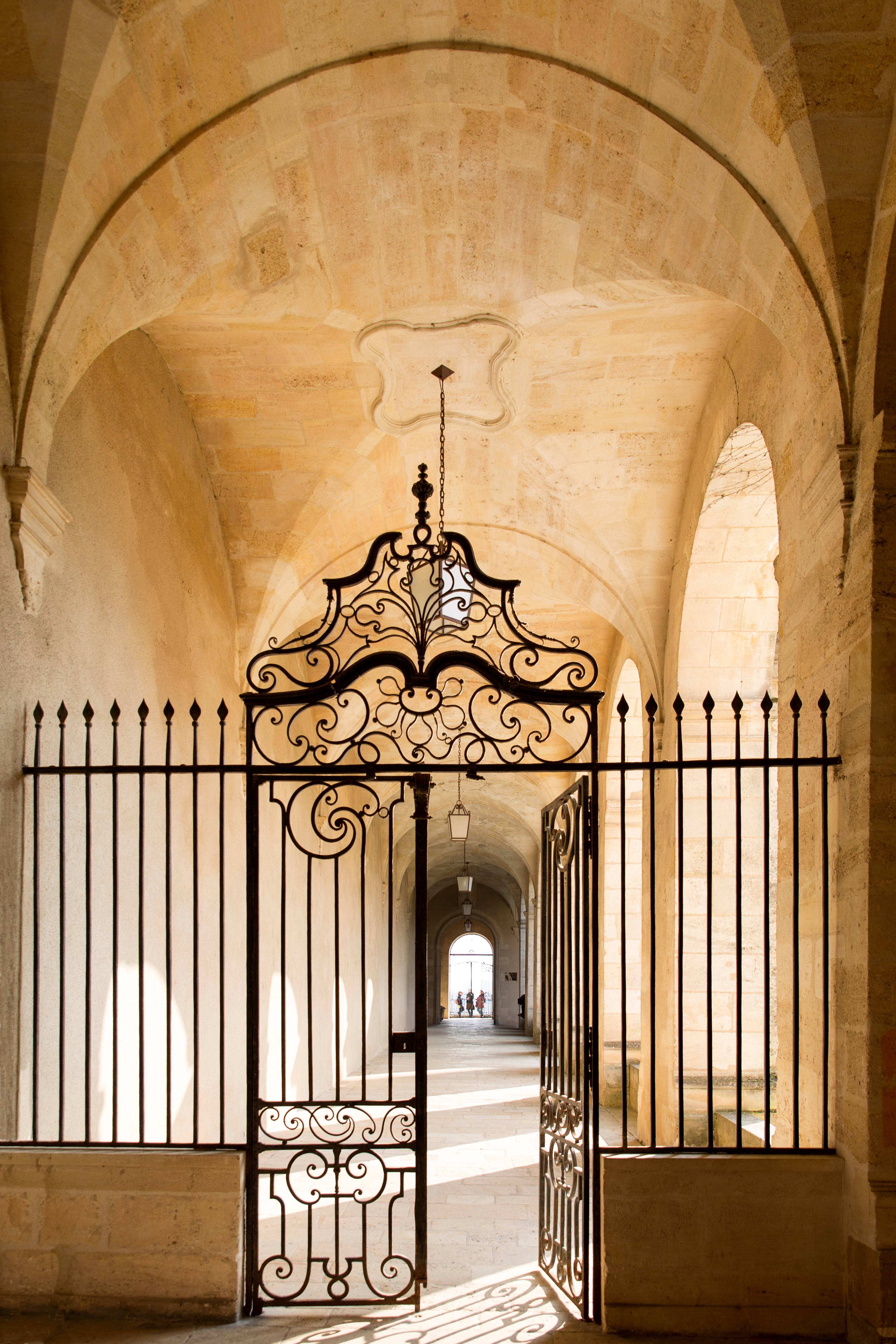
Eisengitter in La Réole

Das Eisengitter im ehemaligen Benediktinerpriorat (heute teilweise als Rathaus genutzt) in La Réole, einer französischen Gemeinde im Département Gironde der Region Nouvelle-Aquitaine, wurde im 18. Jahrhundert geschaffen. Im Jahr 1971 wurde das schmiedeeiserne Gitter als Monument historique in die Liste der denkmalgeschützten Objekte (Base Palissy) in Frankreich aufgenommen.
Das Eisengitter im Innern des Gebäudekomplexes wurde von Blaise Charlut gefertigt. Am Ende eines gewölbten Ganges kann der innere Bau nur durch die zweiflügelige Tür erreicht werden. Diese wird von einer barocken Supraporte geschmückt.